# Kościelna Wieś (wieś w województwie wielkopolskim)
Kościelna Wieś – wieś w województwie wielkopolskim, w powiecie pleszewskim, w gminie Gołuchów. Największa wieś powiatu pleszewskiego. 
Kościelna Wieś leży na zachód od Kalisza, przy drodze krajowej nr 12; na południe od Kościelnej Wsi leży kolonia Kościelna Wieś.
Wieś duchowna Kościół, własność prepozytury benedyktynów w Kościele pod koniec XVI wieku leżała w powiecie kaliskim województwa kaliskiego. W latach 1954–1959 wieś należała i była siedzibą władz gromady Kościelna Wieś, po jej zniesieniu w gromadzie Dobrzec. W latach 1945–1975 Kościelna Wieś położona była w powiecie kaliskim, w latach 1975–1998 w województwie kaliskim.

## Historia
Z jej przeszłości nie zachowało się zbyt wiele przekazów lub innych śladów. Pierwsi mieszkańcy pojawili się na tych terenach co najmniej pod koniec XII wieku. W tym czasie miejsce to upodobali sobie norbertanie – bardzo prężnie działający podówczas bracia zakonni. Premonstratensi (bo tak również nazywano tych mnichów) założyli tu pierwszy kaliski klasztor – najprawdopodobniej podwójny: męski oraz żeński.
Jeszcze w XII stuleciu norbertanie opuścili Kościelną Wieś, a na ich miejsce przybyli benedyktyni. Ci zagościli tu na dłużej – aż do zamknięcia klasztoru w 1797.
Dziś praktycznie nie ma śladów obecności mnichów w Kościelnej Wsi, a pozostałości klasztoru rozebrano ostatecznie niespełna 20 lat temu.
W 1706 na polach między Kościelną Wsią, Dobrzecem Wielkim i Warszówką rozegrała się bitwa pod Kaliszem.

## Zespół sakralny – kościół parafialny pw. świętego Wawrzyńca
W latach 1129–1136 w Kościelnej Wsi został założony konwent norbertański. Przypuszcza się, iż wywodził się on ze Steinfeldu. Tutejsza prepozytura, być może dwukonwentowa, męska i żeńska założona została przez Piotra Włostowica. Posiadała ona filię w Krzyżanowicach. Norbertanie (premonstratensi) byli najsprawniej zorganizowaną odmianą kanoników regularnych. W pierwszych dziesięcioleciach XIII wieku kongregacja ta liczyła w Polsce około 15 opactw. Klasztor norbertański w Kościelnej Wsi uchodzi za najwcześniejszy w Polsce. Przed rokiem 1193 po przeniesieniu męskiego konwentu Norbertanów na podwrocławski Ołbin, do Kościelnej Wsi sprowadzono benedyktynów. W końcu XII i początku XII wieku toczył się przewlekły spór między usuniętymi z Ołbina benedektynami a norbertanami. Został on rozstrzygnięty wyrokiem sądu kościelnego w 1219 roku, a zatwierdzony przez papieża Honoriusza III w 1222 roku.
Obecnie zachowany kościół pochodzi raczej z początku XIII wieku. Wzniesiony jako jednonawowy z kwadratowym prezbiterium zamkniętym absydą. Skromny program założenia odpowiadał ograniczonym potrzebom typu prepozyturalnego osiadłych tu benedyktynów. 
Z założenia XII-wiecznego zachowały się mury północne i południowe, fragmentarycznie zachodnie oraz relikty absydy. Relikty rzeźbiarskie z tej budowli to: widoczne w murze zachodnim granitowe wsporniki, luźna baza kolumienki z fragmentem trzony (przerobiona na chrzcielnicę). 
Również w XIII wieku wzniesiono tworzący czworobok klasztor przylegający do kościoła od południa. Zapewne wzniesiono go na fundamentach założenia wcześniejszego. 
Kościół gruntownie przekształcony w XVIII wieku. W 1760 do nawy dobudowano dwie późnobarokowe symetryczne kaplice. Z tego też czasu pochodzi nowy rokokowy wystrój kościoła w postaci obramień otworów okiennych i sklepień prezbiterium. Wyposażenie głównie późnobarokowe i rokokowe z 2. połowy XVIII wieku. 
Benedyktyni zarządzali parafią do 1797 roku.